# کازوهیسا آبه
کازوهیسا آبه (۱۸ ژانویه ۱۹۱۴–۱۸ مه 1996) سناتور ایالتی دموکرات و قاضی دادگاه عالی هاوایی بود.

## سنین جوانی و تحصیل
آبه در ۱۸ ژانویه ۱۹۱۴ در پپکیو، هاوایی متولد شد و از مهاجران ژاپنی که برای کار در مزارع قند هاوایی آمده بودند، متولد شد. او بودایی بود. آبه در دبیرستان هیلو تحصیل کرد و در سال ۱۹۳۶ از دانشگاه هاوایی فارغ‌التحصیل شد. سپس در دانشگاه میشیگان حقوق خوانده‌است. پس از فارغ‌التحصیلی در سال ۱۹۳۹، او به هیلو بازگشت و با هاروکو موراکامی ازدواج کرد. آنها دو پسر داشتند.

## حرفه
در سال ۱۹۴۰، آبه به عنوان قاضی در دادگاه منطقه ای در کوهالا انتخاب شد. در سال ۱۹۵۱، وی به عنوان نماینده مجلس سنا انتخاب شد. وی در سال ۱۹۵۵ به عنوان رئیس کمیته راه‌ها و وسایل معرفی شد و سپس در سال ۱۹۵۹ رئیس کمیته قضایی سنا شد. وی در سال ۱۹۶۴ به عنوان رئیس مجلس سنا انتخاب شد. آبه در طول دوران حرفه ای خود به عنوان سناتور یک دفتر حقوقی در هیلو داشت و چندین کار تجاری، از جمله ریاست بر چند شرکت داشت.
در سال ۱۹۶۷، پس از رد سمت فرمانداری، آبه توسط فرماندار جان برنز به دادگاه عالی هاوایی منصوب شد. او ۳۱۷ رای نوشته‌است. آبه در ۲۸ دسامبر ۱۹۷۳ بازنشسته شد.